# Heinz Lowin
Heinz Lowin (* 25. Dezember 1938; † 12. Oktober 1987) war ein deutscher Fußballspieler, der im Jahre 1965 mit Borussia Mönchengladbach in die Fußball-Bundesliga aufgestiegen ist.

## Karriere

### Vereine, 1948 bis 1968

#### VfL Bochum, bis 1962
Zur Runde 1957/58 wurde der bisherige Jugendspieler Heinz Lowin beim VfL Bochum in die Vertragsspielermannschaft für die Oberliga West übernommen. Trainer Herbert Widmayer setzte den Nachwuchsspieler sofort am ersten Spieltag, beim Heimspiel am 11. August 1957 gegen den Meidericher SV als rechter Außenläufer ein. Durch die gute Leistung des VfL in der Runde 1958/59, die Bochumer belegten den vierten Rang, wurde auch der DFB auf den Außenläufer aufmerksam und berief ihn zu drei Einsätzen in der U 23-Nationalmannschaft. Das erste Spiel für die DFB-Mannschaft absolvierte er am 10. Mai 1959 in Bochum gegen England und bildete mit Willi Schulz und Günter Jäger dabei die Läuferreihe. Zehn Tage später, beim 4:2-Erfolg in Krakau gegen Polen, stand er wiederum als linker Läufer auf dem Platz und hatte Josef Parzl und Ferdinand Wenauer an seiner Seite. Auch im dritten Juniorenländerspiel des Jahres 1959 lief Lowin für den DFB auf. Dieses Spiel fand am 7. November in Miskolc gegen Ungarn statt und endete 2:2-Unentschieden. Günter Graetsch, Wenauer und Lowin bildeten die Läuferreihe. Insgesamt bestritt Lowin von 1957 bis 1961 für den VfL in der Oberliga West 99 Spiele mit zwei Toren. Nach dem Abstieg 1961 in die 2. Liga West spielte er 1961/62 eine Saison in der Zweitklassigkeit im Westen und belegte mit Bochum hinter den zwei Oberligaaufsteigern Leverkusen (Heinz Höher, Manfred Manglitz) und Wuppertal (Erich Haase, Erich Ribbeck) den dritten Rang. Zur Runde 1962/63 nahm Lowin das Angebot von Borussia Mönchengladbach aus der Oberliga West an und wechselte an den Niederrhein.

#### Borussia Mönchengladbach, 1962 bis 1967
Im letzten Jahr der Oberliga 1962/63 war Bewegung im Personalbereich auf dem Bökelberg: Neuer Trainer wurde Fritz Langner und Nationalspieler Albert Brülls wechselte nach Italien zum FC Modena. Der Mann aus Bochum gehörte sofort mit 29 Einsätzen der Stammbesetzung an und belegte mit Borussia am Rundenende den elften Rang. Da Mönchengladbach nicht für die neue Fußball-Bundesliga qualifiziert war, ging Lowin ab der Saison 1963/64 in der Regionalliga West an den Start. An der Seite der Neuzugänge Horst-Dieter Höttges, Günter Netzer, seinem ehemaligen Mannschaftskamerad Egon Milder aus Bochum und Rudolf Pöggeler bestritt er alle 38 Spiele und Gladbach belegte den achten Rang. In den letzten zwei Verbandsspielen (ab dem 27. April 1964) löste Trainer Hennes Weisweiler den es in die Bundesliga zum FC Schalke 04 ziehenden  Fritz Langner ab.
Im ersten Trainerjahr mit dem Kölner Fußball-Lehrer Weisweiler, holte die Borussia den Meistertitel im Westen und zog damit in die Bundesligaaufstiegsrunde ein. Weisweiler setzte Heinz Lowin in 31 Spielen in der Regionalligasaison ein. In der erfolgreichen Aufstiegsrunde war er in allen sechs Partien gegen Reutlingen, Kiel und Worms im Einsatz. Insgesamt kam Lowin von 1963 bis 1965 zu 69 Regionalligaspielen mit zwei Toren.
In der Fußball-Bundesliga bestritt Lowin von 1965 bis 1967 für Mönchengladbach 39 Spiele. Den ersten Einsatz hatte er am 21. August 1965 beim 5:0-Heimsieg gegen Tasmania Berlin und sein letztes Bundesligaspiel absolvierte er am 1. April 1967 beim 4:3-Heimsieg gegen Rot-Weiss Essen, wobei er als rechter Verteidiger einen schweren Stand gegen den dribbelstarken Willi Lippens hatte.
Im Sommer 1967 beendete Lowin seine Spielerkarriere in Deutschland und unterschrieb einen Vertrag mit dem niederländischen Erstligisten VVV Venlo.

### Nationalmannschaft
Lowin bestritt für die seinerzeit bestehende U23-Nationalmannschaft im Jahr 1959 alle drei ausgetragenen Länderspiele. Er debütierte am 10. Mai in Bochum beim 2:2-Unentschieden gegen die Auswahl Englands. Es folgten die Begegnungen mit den Auswahlen Polens und Ungarns am 20. Mai und 7. November die 4:2 und 2:2 in Krakau und Miskolc endeten.